# 角田修一
角田 修一（かくた しゅういち、1948年 - 2019年4月17日 ）は、日本の経済学者、立命館大学名誉教授。

## 略歴
大阪府大阪市生まれ。1970年同志社大学経済学部卒、1975年京都大学大学院経済学研究科満期退学、1993年「生活様式の経済学」で経済学博士。1976年立命館大学経済学部助教授、教授。2018年定年、名誉教授となる。

## 著書
- 『生活様式の経済学』青木書店 1992
- 『社会経済学入門』大月書店 2003
- 『「資本」の方法とヘーゲル論理学』大月書店 2005
- 『概説生活経済論』文理閣 2010
- 『概説社会経済学』文理閣 2011
- 『社会哲学と経済学批判 知のクロスオーバー』文理閣 2015

### 共著
- 『女と男の第二楽章 ノン・フェミニストの冒険』 (くらしの豊かさを求めて）木本喜美子編. 井上純一,二宮周平共著 (連合出版) 1990

## 論文
- <角田修一